# NIMBY

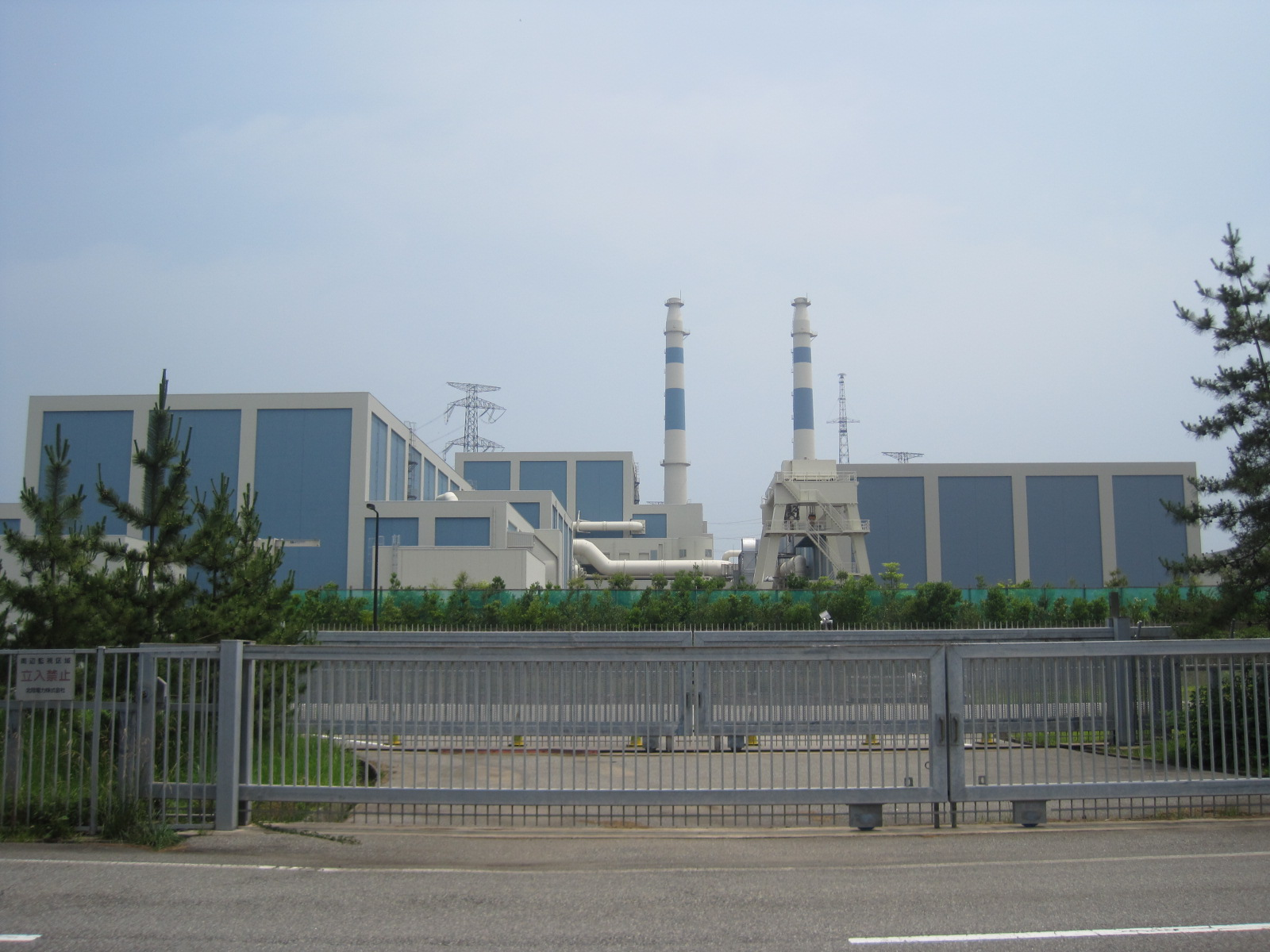
原子力発電所。NIMBYの典型とされる

NIMBY（[ˈnɪmbi]、またはnimby）は、「not in my back yard（私の家の裏には御免）」という語句の頭字語である。「施設の必要性は容認するが、自らの居住地域には建てないでくれ」と主張する住民たちや、その態度を揶揄する侮蔑語（総論賛成・各論反対）も意味する。日本語では、これらの施設について「忌避施設」「迷惑施設」「嫌悪施設」などと呼称されることもある。これは、地元住民が自分たちの地域に提案されたインフラ開発に反対し、厳格な土地利用規制を支持する姿勢を表している。そのような住民は、開発が自分たちの近くにあるからこそ反対しているのであり、もしそれがもっと遠くに建設されるのであれば容認したり支持したりするだろう、という含意がある。住民はニンビーズ（nimbys）と呼ばれ、その観点はニンビズム（nimbyism）と呼ばれる。反対の運動は、「yes in my back yard（私の裏庭ではいいよ）」の略であるYIMBYとして知られている。
ニンビーズによって反対された事業の例には、住宅開発（特に手頃な価格の住宅やトレーラーパーク）、高速鉄道路線、ホームレス緊急一時宿泊施設、保育園、学校 、大学とカレッジ、児童相談所、自転車専用レーンと交通安全のためのインフラ整備を促進する交通計画、ソーラーファーム、ウィンドファーム、焼却炉、下水処理システム、水圧破砕法、地層処分場などがある。
本来は施設に対して用いられる言葉であるが、その施設で勤務をするもしくは利用する人々が一般的に社会的弱者（性風俗店の娼婦や従業員、刑務所で服役する受刑者、収容施設の不法移民）であるためにスティグマ論とも関連し、例えば施設ではない難民という人々に対する態度においても「NIMBY」という言葉が使用されることがある。

## 対象となる施設

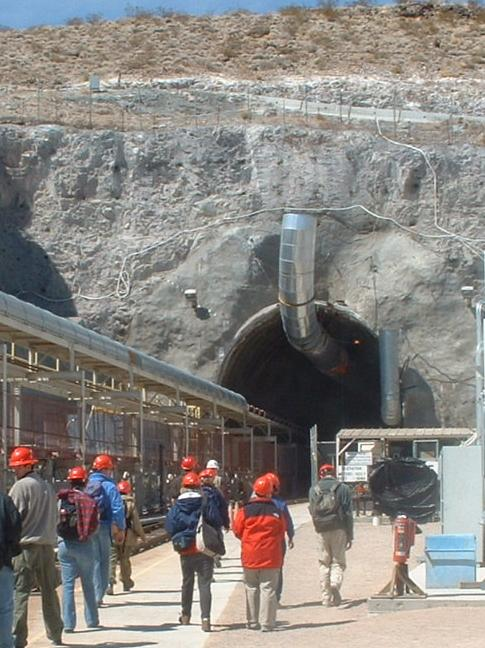
ラスベガスの北西80マイルにある提案されたユッカマウンテン放射性廃棄物処分場は、政府によって承認されたが、その後ネバダ州の市民によって反対された。連邦政府の資金は2011年に打ち切られた

地元の反対を引き起こしやすい開発には以下のようなものがある。
- インフラ開発：新しい道路や高速道路サービスエリア、ライトレールや地下鉄路線、自転車歩行者インフラ、空港、発電所、小売店舗、公共資産の売却、送電線、下水処理場、最終処分場、刑務所など。
- 廃棄物処理施設の開発：原子力・放射性廃棄物の処分場の探査など。
- 鉱山、採石場、油井、ガス井からの鉱石、骨材、炭化水素などの鉱物資源の採取。
- 風力発電所やソーラーパネルなどの再生可能エネルギー発電施設。
- アダルトビデオ、酒屋、医療大麻ディスペンサリー（英語版）パチンコ・パチスロ店、ゲームセンター・カラオケボックス、ソープランド・ファッションヘルス、ラブホテルなど、不道徳（英語版）とみなされる商品を扱う企業。
- 競馬場、競艇場、競輪場、オートレース場、場外勝馬投票券発売所・競艇場外発売場・競輪場外車券売場など公営競技（ギャンブル）に関わる施設
- 主に恵まれない人々の利益となると思われる宿泊施設：低所得者層向けの補助金付き住宅（英語版）、精神障害者向けの支援付き住宅（英語版）、知的障碍者・精神障碍者のグループホーム、福祉施設、児童相談所、依存症患者の回復施設、共同生活介護施設（発達障害者向けなど）、刑務所・矯正施設（少年院・鑑別所など）、薬物依存症者や犯罪者向けのハーフウェイハウス、ホームレス向けのホームレス緊急一時宿泊施設など。
- 特定のスティグマを持つグループ（例えば注射器吸引薬物使用者）にサービスを提供する施設：メタドンクリニック（英語版）、注射器交換プログラム（英語版）、薬物依存症治療（英語版）施設、薬物注射スーパーバイズド施設（英語版）など。
- 大型店や住宅分譲など、あらゆる種類の大規模開発。
- 埋火葬・葬送施設（火葬場、墓地、霊園、ペット霊園、納骨堂、斎場、遺体安置所など）
- 自衛隊、在日米軍、その他軍事施設（軍事基地、砲兵工廠、その他）全般
- 道路、交通機関（車輌基地、機関庫、貨物駅や新幹線などの鉄道施設、バス停留場など）

これらの開発に反対する理由は様々で、以下にいくつか挙げる。
- 交通量の増加：雇用、住宅、店舗が増えると、地元の道路の交通量や駐車場の需要が増える。倉庫、工場、埋立地などの産業施設は、トラック交通量を増加させることが多い。
- 地元の小規模企業への悪影響：大型店の開発は、地元の店に過度の競争をもたらす可能性がある。同様に、新しい道路の建設は、古い道路の通行量を減らし、土地所有者の事業損失につながる可能性がある。これにより、過度の移転コストや、地元の尊重される企業の損失につながる可能性がある。
- 住宅資産価値の下落：望ましくない開発の近くの住宅は、購入検討者にとって魅力が低くなる可能性がある。固定資産税の収入減は、プロジェクトによる収入増で相殺されるかもしれないし、されないかもしれない。
- 土地、大気、水の汚染：発電所、工場、化学施設、火葬場、下水処理施設（英語版）、空港、その他同様のプロジェクトは、周辺の土地、大気、水を汚染する可能性がある、または汚染すると主張される可能性がある。特に悪臭を放つと想定される施設には反対が起こりやすい。
- 光害：夜間に稼働するプロジェクトや、駐車場の街灯などのセキュリティ照明を含むプロジェクトは、光害を引き起こすと非難される可能性がある。
- 騒音公害：交通騒音に加えて、プロジェクト自体が本質的に騒音を伴う場合がある。これは、風力発電（英語版）、空港（英語版）、道路、多くの産業施設だけでなく、スタジアム、音楽祭、地元の人々が眠りたい夜間に特に騒音を発するナイトクラブなどに対する一般的な反対理由である[29]。
- 視覚的な不快感と周辺の建築との不調和：提案されたプロジェクトが醜い、あるいは特に大きい可能性がある。または、その高さゆえに地域に影を落とす可能性がある[30]。
- 地域の小さな町の雰囲気の喪失：新しい住宅の建設計画など、地域に新しい人々が移り住む可能性のある提案は、地域の特性を変えると主張されることが多い。
- 公共資源や学校への負担：これは地域の人口が増加する場合に理由として挙げられるが、特に障害者向けのグループホームや移民など、特定の種類の人々が地域社会に加わる可能性のあるプロジェクトに対して、追加の子供たちのために追加の学校施設が必要になるかもしれないと主張される。
- 地域外の人々への不釣り合いな利益：商業プロジェクト（工場や大型店など）の場合は投資家、地域政府プロジェクト（空港、高速道路、下水処理、埋立地など）の場合は近隣地域の人々など、遠方の人々に利益をもたらすようにプロジェクトが見える。
- 犯罪の増加：これは通常、低技能労働者やマイノリティを引き付けたり雇用したりすると思われるプロジェクト、精神障害者、貧困層、薬物依存者など犯罪を犯しがちだと考えられている人々を対象とするプロジェクトに適用される。さらに、パブや医療大麻ディスペンサリーなどの特定の種類のプロジェクトは、地域の犯罪量を直接増加させると認識される可能性がある。
- 掘削作業、化学工業、ダム[31]、原子力発電所などに伴う（環境）災害のリスク。
- 歴史地区：影響を受ける地域が、保存されている多くの古い建物のために文化遺産登録簿に登録されている[32][33][34]。

一般的に、多くのNIMBYの反対意見は推測や恐れに基づいている。建設開始前の方が反対が成功しやすいからである。プロジェクトの完成後に異議を唱えるのでは、新しい追加が元に戻される可能性は低いため、多くの場合手遅れとなる。
リストから示唆されるように、反対は正反対の理由で起こることがある。新しい道路やショッピングセンターは、ある人にとっては交通量と仕事の機会の増加を意味し、別の人にとっては交通量の減少を意味し、地元の企業に損害を与える可能性がある。
計画の影響を受ける地域の人々は、時には資金を集め、反対活動を組織化することができる組織を結成することがある。NIMBYの人々は弁護士を雇って正式な上訴を起こし、メディアに働きかけて自分たちの主張に対する大衆の支持を得ることができる。

## 起源と歴史
この頭字語は、1979年2月のバージニア州のデイリー・プレスの新聞記事で初めて登場した。
機関はより良く調整される必要があり、「nimby」（not in my backyard＝私の家の裏には御免）症候群は排除されなければならない
この記事は、アメリカ原子力委員会のメンバーであるジョセフ・A・リーバーマンの発言を引用していた可能性がある。頭字語なしの「not in my back yard syndrome」という語句は、1980年2月の環境関連雑誌にも登場している。オックスフォード英語辞典で最も初期の引用は、1980年11月のクリスチャン・サイエンス・モニターの記事だが、そこでも著者はこの用語がすでに有害廃棄物業界で使用されていることを示唆している。 この用語の背後にある、望ましくない土地利用に対する地域的に組織された抵抗という概念は、おそらくもっと早い時期に生まれたものと思われる。一説では、1950年代に登場したという。
1980年代、この用語は、保守党の環境大臣であった英国の政治家ニコラス・リドリーによって広められた。コメディアンのジョージ・カーリンは、1992年のジャミン・イン・ニューヨークで、人々がすでにこの言葉を知っていることを示唆して、この言葉を使った。
NIMBYという頭字語は、1980年代初頭から社会科学者によっても使用されており、論争の的となる施設や土地利用の立地に対する地域社会の抵抗を表している。
この言葉の意味合いは、1980年代に導入されて以来、厳しくなっている。個々の開発や近隣への影響を超えて、NIMBY組織や政策は、人種隔離を悪化させ、経済的不平等を深め、全体的な手ごろな価格の住宅の供給を制限していると描かれるようになっている。NIMBYの視点に対処する方法については、多くの書籍や記事がある。そのような記事の1つに、全米低所得者住宅連合による手ごろな価格の住宅に対するNIMBYの反対について論じたものがある。

## 変形
NIMBYおよびその派生語であるnimbyism、nimbys、nimbyistsは、一般的な開発の議論または特定のケースを暗に指す。そのため、それらの使用は本質的に論争の的となる。この用語は通常、開発に反対する人々に適用され、彼らの見方が狭く、利己的、または近視眼的であることを示唆している。その使用は、多くの場合蔑称的である。

### NIMN
Not in my neighborhood（私の近所ではない）、またはNIMNという用語も頻繁に使用される。「NIMN」はさらに、特定の近隣または居住地域内の人種的アイデンティティを強制的に維持するために、他の人種のメンバーがその地域に移り住むことを防ぐことを唯一の目的とした立法措置または私的協定を指す。その点で、作家兼ジャーナリストのAntero Pietila著「Not in My Neighborhood」は、NIMN政治がボルチモアの住宅事情に20世紀を通じて与えた影響と、それが引き起こした人種に基づく全市的な分離について述べている。

### NAMBI
NAMBI（「私のビジネスや業界に反対しない」の意）は、そのビジネスを脅かす行動や政策に不快感を表明するビジネス上の懸念のラベルとして使用される。それによって、彼らは自分たちの利益のためだけにその行動や政策の原則に文句を言っていると信じられ、同様に苦しむことになる他の同様のビジネス全てのためではないとされる。この用語は、ビジネスが不誠実に、自分たちの抗議が他のすべてのビジネスの利益のためであると装っているときに、ビジネスが表明する種類の怒りを批判するものとして機能する。そのようなレッテルは、例えば、都市開発に関わるビジネスによって表明された反対が活動家によって異議を唱えられたとき、ビジネスが抗議し、都市開発を求める場所で自分たちも異議を唱えられるかもしれないと仲間のビジネスに支援を訴えるような場合に起こるだろう。この用語はまた、NIMBYに対する修辞的な対抗手段としても機能する。問題のビジネスや業界に反対する人々によって、NIMBYと同等のものとみなされている。

### BANANAとCAVE
BANANAは、「build absolutely nothing anywhere near anything」（または「anyone」、「誰もがどこにも絶対に何も建てない」の意）の頭字語である。この用語は、ある利益団体による土地開発への継続的な反対を批判するために最もよく使用される。この用語は、イギリスの計画の文脈で一般的に使用される。サンダーランド市議会は、オンラインの専門用語辞書にこの用語を掲載している。
アメリカでは、関連する現象として、「事実上すべてに反対する市民」を意味する頭字語であるCAVE peopleまたは「CAVE dwellers」がある。これは、自分たちのコミュニティ、組織、職場での変化に定期的に反対する市民に対する蔑称である:65。「CAVE dwellers」という用語への言及は、1990年9月30日付けのOrlando Sentinel紙に見ることができる。この用語は、記事の掲載以前から存在していたようである。
CAVE/BANANA の人々は、他の地元住民や利害関係者がどう感じようと、あらゆる形の変化に対して容赦ない反対をすることで特徴付けられる。この態度は、税金、下水道料金、公共交通路線、駐車規制、自治体の合併や併合など、多岐にわたる公共政策の変更に反対するという形で現れる。CAVE/BANANA の人々は、地域社会集会に出席したり、地元の新聞に手紙を書いたり、トーク番組に電話をかけたりすることで、NIMBY と同様に自分の意見を公に表明することが多い。変化に反対する人々は、その支持者よりも声高に主張することが多いため、これによって世論が歪められる可能性がある。
一般的な例としては、風力タービンがあり、ほとんどの人はそれを支持しているが、自分の近くに建設されることは望んでいない。
「CAVE people」と「BANANA」という言葉は、2022年の論説でスタンフォード（コネチカット州）の住民を表現するために使われた。この論説は元自治体職員によって書かれたもので、CAVE の人々は「何も変わらない限り、二重思考的に矛盾する点を主張することに何の問題も感じない」と表現されている。

### PIBBY
PIBBYは、「place in blacks' back yard（黒人の裏庭に置け）」の頭字語である。この原則は、社会的、人種的、経済的特権を持つと考えられる人々が、自分たちの裏庭での開発に反対し、問題のある施設を建設するのであれば、その有害性が不釣り合いに貧しい社会的弱者に影響を与えるように建設されるべきだと考えていることを示している。経済的に恵まれない人々は、適切な方法で異議申し立てをするために弁護士を雇う意思や能力がないかもしれないし、近くで新しい建設プロジェクトが行われること以上に差し迫った問題を抱えているかもしれない。環境正義運動は、ニンビズムが環境的レイシズムにつながると指摘してきた。クラーク・アトランタ大学環境正義資源センター所長のロバート・D・ブラードは、NIMBY現象に対する公的な対応がPIBBYの原則につながったと主張している。

### SOBBY
SOBBYは「some other bugger's back yard（他の誰かの裏庭）」の頭字語で、特定のプロジェクトが望ましく、おそらく必要かもしれないが、自分の近所や地域以外の場所に設置されるべきだという考え方を指す。

### リバースNIMBY
リバースNIMBYは、広く知られているNIMBYの概念と正反対の現象である。危険な施設が自分の裏庭にあるのは厄介だと主張するのではなく、リバースNIMBYの概念の提唱者や利用者は、「自分の裏庭で起こるなら、それはもっと重要だ。だって、自分の裏庭だからね」と言うだろう。これは、政治家が大惨事の後、連邦政府から復興資金を得るためにこのメンタリティを積極的に利用する米国議会内で見られる。連邦政府は地域レベルのニーズを理解するのが難しいため、議員が有権者の利益を得るにはこれが実行可能な戦略となる。

### NIMTOO
NIMTOO、つまりNot In My Term of Office（私の在任期間中はやめてくれ）は、選挙や再選の時期に、選出された公職者が特に人気のないプロジェクトを延期してしまう現象を指す。これにより、政府の政策に非効率が生じ、原子力発電所や水力発電所などの重要な公共インフラの遅れにつながる。

## 議論の点
しばしばやや蔑称的に使われることがあるが、NIMBYや類似の言葉の使用は批判されてきた。例えば、この言葉は、グループを利己的または無知として一蹴するために頻繁に使用されるが、同じグループには見過ごされている美点があるかもしれない。

### 開発賛成の立場
YIMBY（「yes, in my back yard」の頭字語）は、NIMBY現象と対照的で反対の立場をとる開発賛成運動である。
開発賛成の立場でよく議論される点には、雇用の増加、税収、遠隔地開発の限界費用、安全性、環境面での利点などがある。開発推進派は、地元住民を自己中心癖、エリート主義、偏狭、砦メンタリティ、人種主義、多様性への反対、批判の不可避性、スプロール現象の防止に関する誤った、または非現実的な主張などと非難することがある。迷惑を被りたくない人々が、空港などの施設の一般的必要性を認める場合、通常は別の場所を提案する。しかし、社会の視点から見ると、別の場所の方が良いとは限らない。そこに住む人々が代わりに迷惑を被ることになるからだ。厳格な土地利用規制は、米国における人種的な住宅分離の重要な原動力となっている。白人コミュニティは厳格な土地利用規制を持つ可能性が高く（そして白人はそのような規制を支持する可能性が高い）。

### 地域主権賛成の立場
NIMBYと呼ばれる人々は、様々な動機を持っているかもしれず、特定のプロジェクトに反対しているという点でのみ団結しているのかもしれない。例えば、タイプ、目的、起源に関係なく、重大な変更や開発には反対する人もいる。プロジェクトが部外者によって押し付けられていると見なされる場合、自治、地域主権、地域自治、ホームルールなどの強い原則を持つ人もいる。このような人々は、地元の人々が最終的な選択権を持つべきであり、地元の人々に影響を与えるプロジェクトは、遠方の投資家や中央政府ではなく、明らかに彼ら自身に利益をもたらすべきだと信じている。また、放射線への恐怖から原子力発電所に反対したり、過密や犯罪を心配してアパート群に反対したりするなど、プロジェクトの性質上反対する人もいるが、自治体の必要性として地元の廃棄物管理施設は受け入れたりもする。

## 影響

### 住宅価格
研究によると、より厳格な土地利用規制は住宅価格を上昇させる。住宅価格の変化に対する移動連鎖の効果が示されている。

### 社会的影響
ホームレスは住宅供給の減少と家賃の上昇に関連している。厳格な土地利用規制は、米国における人種的な住宅分離に寄与している。

### 経済
経済学者のチャン・タイシェイとエンリコ・モレッティによる研究では、NIMBYの活動家によってもたらされる住宅規制により、生産性の高い都市への移転が手ごろな価格ではなくなっているため、米国の労働者は賃金が1兆ドル（労働者1人当たり数千ドル）減少していると推定されている。

### 利用形態別の反対
マイケル・ジェラードによる1994年の論文では、NIMBY運動は一般的に3種類の施設、すなわち廃棄物処理、低所得者向け住宅、社会サービス（ホームレス用シェルターなど）に反対することが分かった。廃棄物処分への反対は、リサイクルを奨励することでコミュニティに利益をもたらす可能性があるが、一方でマイノリティ・コミュニティにおけるそれらの施設の存在を永続させてきた。低所得者向け住宅や社会サービス施設への反対は、社会全体に大きなマイナスの影響を与えている。

## 事例

### オーストラリア
シドニーのマンリービーチを代表するオーストラリアの政治家、ザリ・ステゴールは、風力タービンの設置を含む地球温暖化対策を提唱している。風力タービンを設置しようとしているという政治的提案を疑い、皮肉なオンライン請願「Not In My Backyard」が、マンリービーチにウィンドファームを設立することへの支持を評価するために立ち上げられた。

### カナダ

#### ブリティッシュコロンビア州
バンクーバーでは、2023年、少数の近隣住民が駐車場の問題、騒音、追加の子供たちが近隣にもたらすであろう交通について話し合う公聴会に出席した後、市庁舎の許認可部門が保育園の定員を8人から16人に拡大することを却下した。市の予測によると、バンクーバーは14,911人分の認可保育スペースが不足している。

#### ノバスコシア州

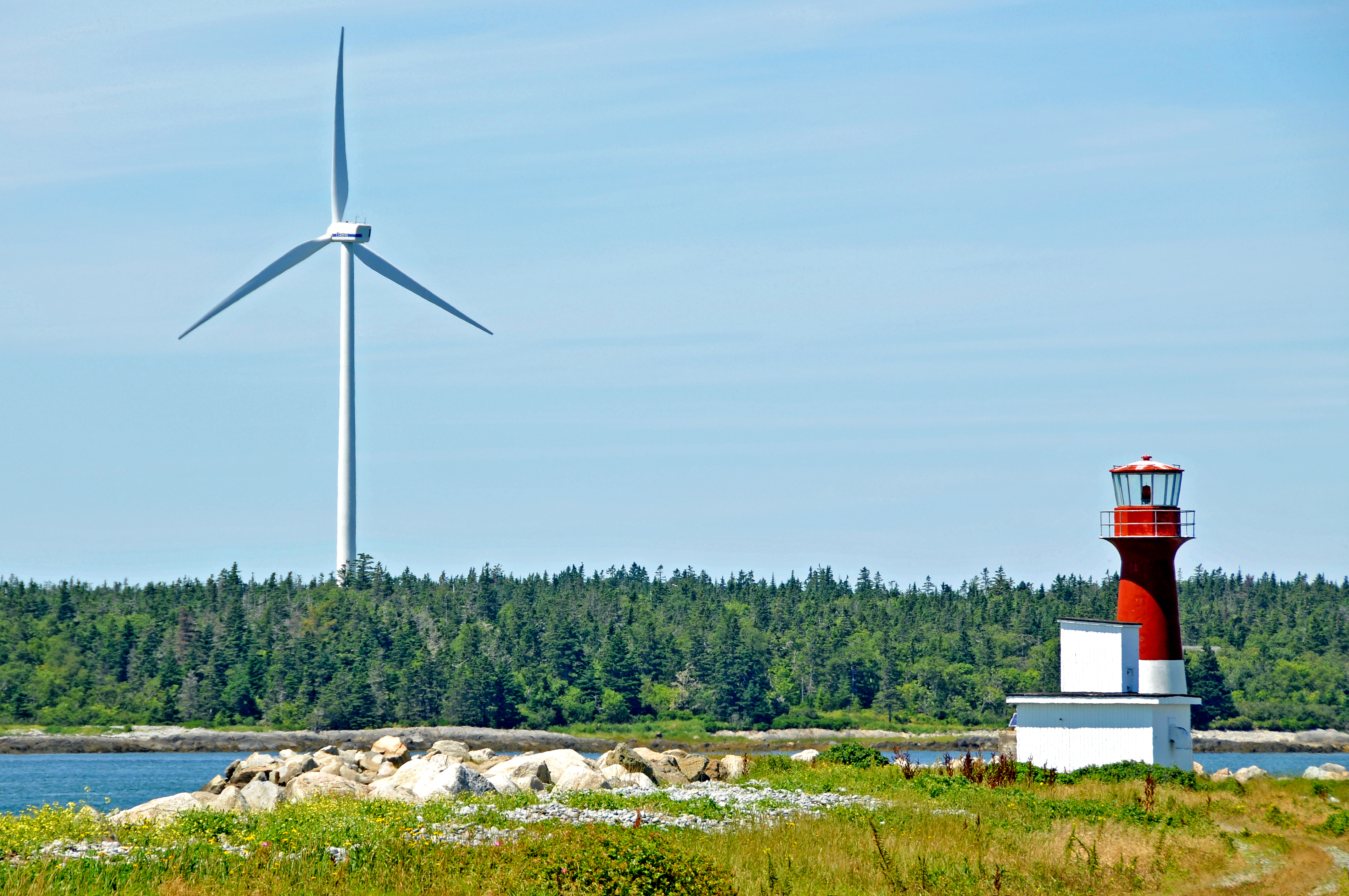
ノバスコシア州の風力発電機

2012年7月、キングズ郡の住民は、3年にわたる協議と公聴会を経て策定された、近隣に風力発電機を建設することを許可する条例に反対して集結した。同様のテーマが2009年9月にも起こり、ディグビー・ネックの住民が風力発電機に反対して集結した。2011年1月、ハリファックス郡のローレンスタウンの住民は、携帯電話基地局の建設に公然と反対した。2012年8月に提案されたダートマスの中心部開発も、住民から異議を唱えられた。2013年2月、ルーネンバーグ郡の一部住民は、「健康と資産価値の問題だ」「これは、ノバスコシア州の地方の真ん中に設置される産業施設だ。そこに属するものではない」と述べ、その地域にウィンドファームが建設されることに反対した。
2013年3月、ブロックハウスのコミュニティの一部住民は、あるビジネスオーナーが「ゴミ捨て場」と呼んだリサイクル工場の建設と開発に反対した。この工場は、約5,900人のコミュニティに75人の雇用を提供する予定だった。同じ月、一部の地元の反対にもかかわらず、チェスターの市議会議員は6対1の投票で地域への風力タービンの建設を承認した。

### 中国
非西洋の文脈におけるNIMBY運動は、権威主義体制下では草の根の抵抗が起こりにくいため、一般の人々から見過ごされがちである。しかし、ここ数十年の間に中国でも成功したNIMBY運動がいくつかある。2014年5月、浙江省余杭区の市では、NIMBY運動が巨大なごみ焼却炉の建設を阻止した。この勝利は、多くの草の根のリーダーが逮捕され、多くの政府インフラが破壊されるという莫大な代償を払って得られたものだった。しかし、中国の場合、多くの社会的に有害なプロジェクトは、メディアの注目が止み、政府当局が抗議者を抑圧し始めると、単に操業を続けるか、別の場所に移転してしまう。
また、中国政府は、希土類産業と競合する開発プロジェクトに反対する機運を高める影響力行使工作を通じて、海外でのNIMBY運動を「武器化」していると非難されている。

### アイルランド
ラヘニーにあるセント・ポールズ・カレッジ・スクールの敷地内に650戸のアパートを建設することに対する反対運動。計画案に対して650件の個別異議申し立てがあり、数回の抗議行動も行われた。
住民グループは、EU生息地指令に適切に対処していないことを理由に許可に対する法的異議申し立てを行った。ライトベリー・ブレント・グースやその他の保護鳥類への影響に関する報告書を含む改訂版の提出を受けて、開発は2020年8月に最終的に許可された。

### イタリア

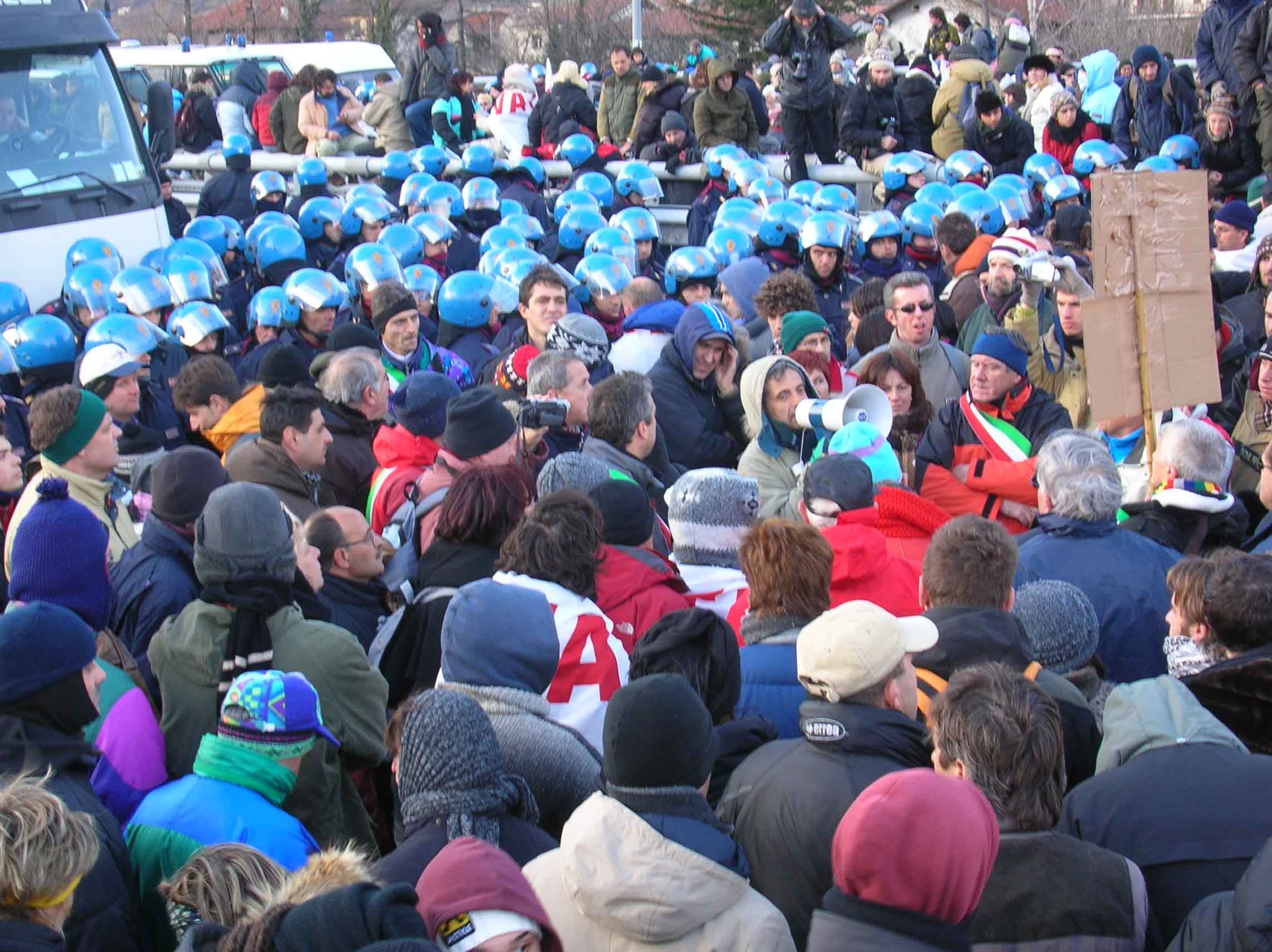
2005年のNo TAVの抗議活動

トリノ＝リヨン高速鉄道に対するNo TAVの反対は、しばしばNIMBY運動として特徴づけられる。

### 日本
日本では、政府がNIMBYの建設について立地のサポートをするために以下の法律が制定されている。
- 発電所全般 - 電源三法（発電用施設周辺地域整備法など）
- 核施設 - 原子力発電施設等立地地域の振興に関する特別措置法
- 自衛隊関連施設 - 防衛施設周辺の生活環境の整備等に関する法律
- 在日米軍基地 - 駐留軍等の再編の円滑な実施に関する特別措置法
- 空港 - 公共用飛行場周辺における航空機騒音による障害の防止等に関する法律
  - 成田国際空港 - 成田国際空港の安全確保に関する緊急措置法・成田国際空港周辺整備のための国の財政上の特別措置に関する法律・特定空港周辺航空機騒音対策特別措置法
- 産業廃棄物処理施設 - 産業廃棄物の処理に係る特定施設の整備の促進に関する法律
- ダム - 水源地域対策特別措置法

#### 成田空港
1966年から始まった三里塚闘争は、成田国際空港の建設に反対した。当初の空港計画には、成田新幹線も含まれていたが、これは中止された。NIMBYsはまた、混雑した空港の非常に短い第2滑走路（ナローボディ機以外では使用できない）の延長を2000年代後半まで阻止していた。その頃、市内の羽田空港が国際線に開放され、埋立地に多額の費用をかけて滑走路が追加された。第2滑走路は2,500メートル (8,200 ft)に延長された。成田の第2滑走路は、1974年の当初の設計図よりも短く、空港の運用能力に影響を与えている。

#### 小田急線複々線化
小田急電鉄は、現在、500万人が鉄道とフィーダーバスのサービスエリア内の徒歩圏内に住む回廊に沿って交通機関を提供しているが、もともとは戦前に建設されたものであり、東京の人口が急増するにつれて、郊外の鉄道需要が爆発的に増加した。1960年代には、駅員が人々を詰め込んだ電車に押し込むことが必要になり、小田急電鉄は2線を4線に拡張しようとした。これにより、通過列車の増加と運転時間の短縮、混雑の緩和、列車の待機時間の短縮が可能になる。世田谷区の線路近くに住むNIMBY住民は、鉄道会社が土地を取得しようとする試みに抵抗した。小田急は高値を提示して個別に土地を買収しようとした。世田谷区住民の反対は、長期にわたる注目すべき裁判と立法でのNIMBYケースを確立した。1993年までに、30年間試みた後、この計画が失敗しつつあることが明らかになり、会社は数十億ドルの解決策を決定した。土地を取得する代わりに、2本のトンネルを地下に掘り、その上に2本の新しい線路を重ねて、12駅、10.4kmの区間で各方向に4本の線路を敷設するというものだ。同社の決定は1993年に始まり、2004年に重要な区間の1つが完成した。一方、2つ目の小さな区間については、2003年に同じ決定が下され、プロジェクトの完成は2018年3月にようやく実を結びつつある。それはほぼ60年後のことであった。

#### その他
- 高レベル放射性廃棄物処分場 - 2007年1月に高知県安芸郡東洋町で、当時の町長が独断で同処分場の設置にかかる文献調査を依頼していたことが明らかになり、リコール運動が起きた。これを受けて同年4月に行われた町長選挙の結果、反対派の候補が当選し、調査は取り下げられることとなった[107]。
- 成田新幹線 - 東京駅と新東京国際空港を結ぶ路線として計画されたが、沿線自治体や住民らの建設反対運動によりとん挫し、昭和47年告示第466号以前に告知された新幹線鉄道の基本計画のうち唯一の未成線となった。
- 国鉄横浜新貨物線 - 通勤線混雑緩和のために横浜駅を迂回する貨物専用線が計画されたが（鶴見-東戸塚）、恩恵を受けずに騒音のみを被ることが予想された沿線からの反対運動を招き、着工が遅れた。
- 名古屋新幹線訴訟
- 原子力商船むつ
- 東京ゴミ戦争
- 普天間基地移設問題
- 小金井ごみ問題 - 小金井市#ゴミ処理、二枚橋衛生組合も参照
- 児童相談所 - 2018年に東京・南青山に設置する計画が持ち上がった際、説明会で「意識の高い公立小学校に子どもを入れるため、億を超える投資をして家を建てた。南青山はお金を稼いで住むべき土地。ブランドイメージを守ってほしい」という反対意見の発言があり、これに対して万雷の拍手が沸いた[108]。なお、当該施設は2021年4月1日に開所となった[109]。
- データセンター - 近隣の住宅地が日陰になったり、エアコン室外機の騒音などを理由として、住民によるデータセンターの建設に反対するケースも相次いでおり、実際に千葉県流山市ではデータセンターの建設計画が頓挫している[110][111]。

### セルビア
セルビア西部のヤダル鉱山でリオ・ティントによるリチウム採掘に対する反対運動が高まっている。地元住民は、リチウム採掘が地元の環境、特に水質汚濁に及ぼす影響を懸念している。

### イギリス

#### オックスフォード記念碑

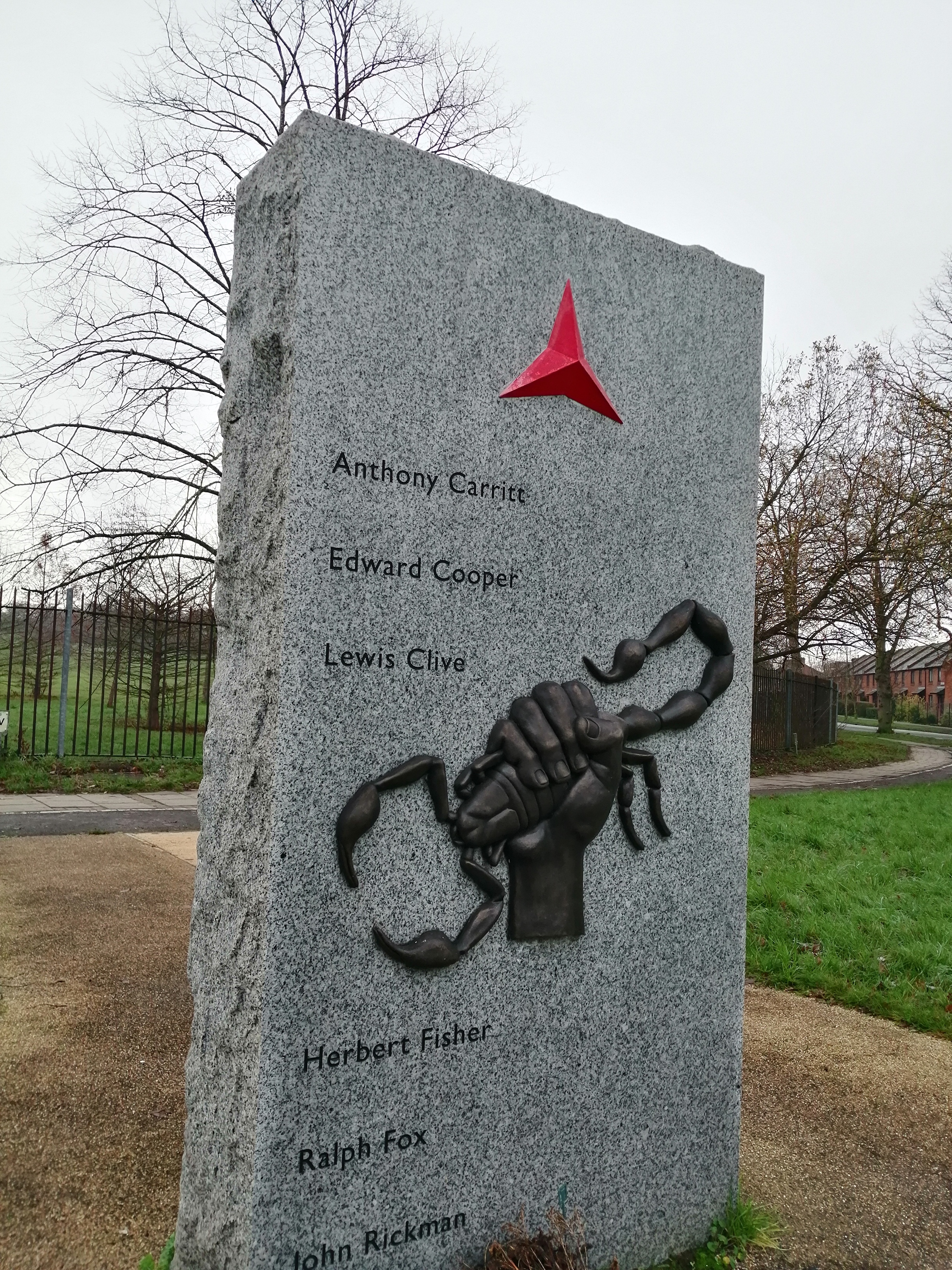
サウス・パーク近くに建てられたオックスフォード・スペイン内戦記念碑。オックスフォード市内に反ファシズム記念碑を建てる計画許可がすべて却下された後に建てられた

2017年に建てられたオックスフォード・スペイン内戦記念碑は、ヒトラーとムッソリーニが支援したスペインのナショナリスト勢力に対して国際旅団に参加した地元の人々を称えるものである。この記念碑が市の中心部に建てられなかったのは、中心部に建てるという計画案がすべて様々な理由で却下されたためで、自由民主党の議員は提案されたすべての場所に反対した。この記念碑の建立は、オックスフォード保存トラストとロンドン・プレイス住民協会からも反対された。現在の記念碑の位置は3番目に提案された場所で、それ以前の2つの計画申請はオックスフォード市議会に却下された。最初に提案された場所はボン広場だったが、花崗岩はオックスフォード原産の石ではないという理由で却下された。2番目に提案された場所はセント・ジャイルズ通りだったが、これも議員によって却下された。反ファシズム記念碑が現在の戦争記念碑に近接していることが、第二次世界大戦で亡くなった人々の記憶を侮辱すると主張したのだ。反対者の中には、「精神の和解と赦しの両側面を称えていない」、「紛争の犠牲者の記憶に対して攻撃的である」というデザインへの批判もあった。
自由民主党議員のエリザベス・ウェイドは、原則的には反対していないと主張しながらも、オックスフォードにモニュメントを建てるというすべての提案に反対した。彼女は、オックスフォードの第一次・第二次世界大戦記念碑の近くのセント・ジャイルズ通りでの2番目の提案を「攻撃的で勝利主義的」と表現した。自らを歴史家と称し、オックスフォード・メールに語った彼女は、3番目で現在の場所にも反対した。赤旗が記念碑に現れることは一度も提案されていないにもかかわらず、赤旗のついた記念碑は共産主義を美化すると考えたからだ。彼女がすべての提案を拒否したことから、イギリス最大で最も長い歴史を持つ左派新聞『モーニング・スター』は彼女をNIMBYと呼んだ。

#### アシュテッド、サリー州
ロンドン郊外の裕福な英国の村、アシュテッドでは、2007年に、170万ポンドの大規模な住宅を、負傷したイギリス軍関係者の家族を支援するためのファミリーサポートセンターに転用することに住民が反対した。その家は、登録慈善団体のSSAFA軍関係者支援が購入する予定だった。地元住民は、交通量や騒音の増加、テロの脅威の増大の可能性を恐れ、この提案に反対した。また、SSAFA慈善団体は実際には企業であり、望ましくない前例を作ることになると主張した。地元紙では「Nimbyな隣人たちと負傷兵家族との戦い」「私の裏庭にヒーローはいらない」などの見出しの記事が掲載された。
元軍人や一般市民の何人かはSSAFAを支援する嘆願書を組織し、eBayで「アシュテッドの自尊心」をオークションにかけたりもした。

#### 高速鉄道HS2
特に高速鉄道2号線の路線の最終決定前の時期に、BBC News Onlineは、多くの保守党の選挙区の住民が、HS2が自分たちに及ぼす影響に基づいて反対を開始しており、同時に現在の経済状況下ではHS2がマクロレベルで社会的利益をもたらす可能性は低いと懸念していると報じた。同様に、労働党議員のナターシャ・エンゲル（この線路が選挙区を通過する）は、下院で、この線路が住宅所有者や企業経営者である有権者に及ぼす影響について、「ニンビズムの情熱的な擁護」を行った。HS2は、チルターン丘陵とカムデン区の住民からも反対されており、この路線には十分なビジネス上の根拠がないと主張している。2014年3月17日、カムデンの住民がHS1-HS2連絡鉄道の建設を阻止するキャンペーンに成功したと発表された。

#### ヒースロー空港
2007年11月、新しい第3滑走路と第6ターミナルの建設に関する協議プロセスが開始され、2009年1月15日に英国政府の大臣によって物議を醸しながら承認された。その後、このプロジェクトは2010年5月12日にキャメロン政権によって中止された。2018年6月に下院で採択されたこのプロジェクトに対し、NIMBYな人々と政治的反対者が裁判所に上訴したが、2020年12月に英国最高裁判所で敗訴した。

#### コベントリー空港
コベントリー空港は、CAFCO（コベントリー）リミテッドが所有しており、これはハワード・ホールディングス社とコンバージェンス-AFCOホールディングス・リミテッド（CAFCOHL）の合弁会社である。2007年6月、恒久的なターミナルと旅客施設の建設申請は、世論の圧力により英国政府に却下された。

#### ウィンブルドン、ロンドン
ロンドン・マートン区には、2012年と2013年に就学年齢に達する地元の子供たちのための十分な学校の定員がなかった。ほとんどすべての地元の学校が拡張されたが、「Save Our Rec」（レクリエーション用地）グループ（地元コミュニティの緑地保全に専念）は、マートン区に残された数少ない緑地の1つを保護することに関心が集中していたため、ダンドナルド学校の拡張に反対した。「Save our Rec」グループに反対する人々は、このグループをNIMBYsと呼んだ。緑地を保護する努力にもかかわらず、拡張は公園の一部と公園のパビリオンに及んだ。

#### ポートランド移民用バージ船
2023年4月、イギリス政府は、亡命希望者の住宅費を節約するために、エンジンのないバージ船「ビビー・ストックホルム」を使用して、ポートランド港に約500人の亡命希望者を収容する計画を発表した。ポートランドの町の外からの論争の大部分は、明らかな過密状態、倫理的問題、経済的非効率性に起因していたが、町の内部からの多くの抗議は、町の観光産業への影響、犯罪や反社会的行動の増加の可能性が理由で、町の女性を危険にさらすと言う人もいた。彼らは一部のメディアからNIMBYsと呼ばれた。

### アメリカ合衆国
研究によると、保守派もリベラル派も、地域の新しい住宅開発に反対する可能性は同じくらいある。白人の近隣地域や都市は、より制限的な住宅開発政策を支持する傾向がある。パースペクティブス・オン・ポリティクス誌の研究では、「高齢者、男性、長期居住者、地方選挙の有権者、住宅所有者は、地方政府に参加する可能性が著しく高い」こと、そして「これらの人々は圧倒的に（また、一般市民よりもはるかに高い割合で）新しい住宅建設に反対している」ことがわかった。Nimbysは住宅所有者である傾向があり、自己利益のために住宅価格を高く維持するように行動していると説明されており、自らの経済的利益に反して行動していると説明されている。一部の経済学者は、これは新築住宅が住宅価格に及ぼす影響についての一般の誤解によるものだと考えている。例えば、新築住宅が住宅価格を下げると考えるアメリカ人は30～40％しかおらず、一方で新築住宅が住宅価格を上げると考えるアメリカ人も同程度いる。
全米低所得住宅連合の2017年の報告によると、アメリカでは極めて低所得（ELI）の世帯が賃貸できる手頃な価格の住宅が740万戸不足している。その結果、ELI世帯の71％が住宅費に収入の半分以上を費やすことを余儀なくされ、深刻な経済的負担を強いられている。このように手頃な価格の住宅をもっと必要としているにもかかわらず、NIMBYの活動家からの反対は、手頃な価格の住宅開発に大きな課題を突きつけ、デザインの変更、建設の遅延、許可の却下などのコストがかかっている。しかし、研究によると、手頃な価格の住宅開発者や推進者が、ソーシャルマーケティングやポジティブなメッセージを活用して積極的なアウトリーチとコミュニケーションを行うことで、一般的なNIMBYの障壁を克服できることが示唆されている。
また、米国国務省の統計によると、2015年10月以降にバージニア州が受け入れた難民121人のうち、112人はワシントンDC郊外の高級住宅街から少なくとも100マイル（約161キロメートル）離れたコミュニティに割り振られた。米国有数の高級住宅街で、政府やメディアの関係者が暮らすフェアファックスやラウドン、アーリントンといった郡に配置された難民はたった9人だった。なお、ワシントンでは、成人人口の64％が人権を重視する「純粋リベラル」の議員によって代表されていて、保守派は「純粋保守」と「保守」をあわせても19%しかいなかった。

#### カリフォルニア州
ハンフォードや周辺地域の多くの地元住民（農家を含む）は、カリフォルニア高速鉄道局が農地の近くに高速鉄道を建設することに反対しており、環境面と経済面での問題を引き起こすと指摘している。
オレンジ郡南部の富裕層住民は、廃止されたエルトロ海兵基地を商業空港に転用するという地域の法案を否決した。着陸と離陸時に「安全でない」上に、大気の質の問題を引き起こすと主張したのである。本当の問題は、FAAがオレンジ郡南部の高価な住宅地の上空に空港の飛行ルートを計画しており、住民は資産価値が下がることを恐れていたことだった。しかし、空港案はオレンジ郡北部の住民から強く支持されていた。地域の法案が否決された結果、オレンジ郡グレート・パークが誕生した。
全国、州、地元の環境保護主義者、歴史保存主義者、サウスパサデナ (カリフォルニア州)の長年の住民は、ロサンゼルス（エル・セレノ）、サウスパサデナ、パサデナの各市を通る非常に論争の的となっている州道710号線の完成に60年以上にわたって成功裏に反対してきた。地上高速道路の建設を阻止する連邦差し止め命令が41年間出されている。USCとUCLAの都市・交通計画の学生は、この80年来の論争を研究している。これは、政府の提案に対する草の根の持続的反対の典型的な例だからだ。
2017年9月29日、ジェリー・ブラウン知事は、州の住宅不足に対処するため、15の住宅法案に署名した。これらの法案の多くは、民間人が住宅建設を抑制する能力を減らすための直接的な試みと考えられており、一部からは「反NIMBY」法案とも呼ばれている。
2022年、カリフォルニア州知事のギャビン・ニューサムは、「ニンビズムが州を破壊している」と宣言し、新しい住宅開発を阻止することについて都市や郡に責任を持たせると約束した。

##### サンフランシスコ
サンフランシスコ市監理委員会の数人のメンバーを含む、サンフランシスコの少数の人々からのニンビズムにより、同市では新築住宅の抑制、交通機関の拡張、自転車インフラ、新しい小売店の建設が抑えられてきた。ニンビーは、建物の影の規制、交通量の増加、駐車場に関する懸念をプロジェクトに反対する理由として挙げている。住民、経済学者、住宅支援者は、新築住宅を建てれば住宅がより手ごろな価格になり、その結果、立ち退きや個人資産税の負担、ホームレス問題が減少すると主張している。サンフランシスコのニンビズムの例には、8ワシントン住宅プロジェクト、1846グローブ通り住宅、1060フォルサム住宅、1979ミッション住宅、2675フォルサム住宅、250ラグナホンダ大通り住宅、770ウールジー、UCSFパーナサスハイツ病院拡張、ポークストリート自転車レーンなどがある。
サンフランシスコのニンビーは「住宅保守派」とも表現されている。

##### マリン郡
サンフランシスコ・ベイエリアの裕福なベッドタウンであるマリン郡の多くの住民は、長年にわたって住宅開発や住宅割当に熱心に抵抗することで、ニンビズムの考え方を体現してきた。住民は、住宅開発は人口密度の増加につながり、それが交通量の増加、汚染の増加、学校の過密化、オープンスペースの不足、生活の質の低下につながると考えている。

#### フロリダ州
セントルーシー郡の少数の住民は、郡内での風力タービンの建設に激しく反対している。2008年のフロリダ電力・光（FPL）の世論調査によると、風力タービンの建設は郡の住民の80％以上から強く支持されていた。さらに、電力会社は、既存の原子力発電所の近くのビーチにタービンを建設することを提案した。
1980年代、パームビーチ郡高速道路局として知られる機関が設立され、パームビーチ郡郊外からウェストパームビーチの中心部に人々を運ぶ一連の東西高速道路を開発した。これは、今後数十年の間にパームビーチ郡で起こる人口増加がより多くの交通をもたらすことを予想して行われた。ウェストゲートやレイク・ベルヴェデール・エステーツなどの地域の多くの近隣住民は、この計画によって自分たちの近隣地域が破壊されると述べ、強く反対した。最終的に、この計画は、信号機を撤去し、他の地域の道路を立体交差化することで、SR-80大通りを高速道路のような道路に変更するように修正された。

#### イリノイ州
1959年、ディアフィールドの当局者は、大規模な新築住宅の近隣地域を建設しているデベロッパーがアフリカ系アメリカ人に住宅を提供する計画であることを知ったとき、工事停止命令を出した。人種統合、資産価値、住民、コミュニティ当局者、建設業者の善意をめぐって激しい議論が始まった。しばらくの間、ディアフィールドは「北部のリトルロック」として全国ニュースで注目された。統合の支持者は、住民から非難され、排斥された。最終的に、村は、その土地に公園を建設するという住民投票を可決し、住宅開発に終止符を打った。すでに部分的に完成していた2つのモデルハウスは、村の当局者に売却された。それ以外の土地は、長年にわたって休眠状態にあり、その後、現在のミッチェル・プールとパーク、ジェイシー・パークに開発された。最初の黒人家族がディアフィールドに引っ越してきたのは、ずっと後のことで、その後の数年間で、ディアフィールドではユダヤ人、アジア人、ギリシャ人など、より多くのマイノリティが流入している。ディアフィールドの歴史におけるこのエピソードは、ディアフィールドの住民であるハリー・ローゼンとデイビッド・ローゼンの『But Not Next Door』に描かれている。

#### ミネソタ州
1990年代後半、ミネアポリスとノースフィールドの間のダン・パッチ回廊での通勤列車の提案が検討された。2002年、回廊沿いの近隣住民の反対により、ブルーミントンとイーダイナの郊外選出の2人の州議会議員が、このプロジェクトのさらなる調査、議論、資金提供、建設を禁止する法的禁止令を可決した。禁止令を解除する試みが何度かなされ、2023年にようやく解除された。2023年の時点で、ルート沿いのコミュニティは、レイクビルを除いて、ダン・パッチ回廊に関する公式な立場を取っていない。レイクビルは反対の立場を取っている。

#### ニューヨーク州
1858年、スタテンアイランドの住民グループは、当時アメリカ最大の検疫施設であったニューヨーク海洋病院を、地域の不動産価値に悪影響を与えるとして焼き払った。
ロングアイランド鉄道（LIRR）の電化や拡張プロジェクトは、鉄道沿線の住民の反対により大幅に遅れた。例えば、メトロポリタン・トランスポーテーション・オーソリティは、フローラル・パーク駅からヒックスヴィル駅まで本線に第3線路を建設し、輸送力を増強することを提案した。ほとんどの沿線コミュニティはこのプロジェクトの一環として踏切撤去を支持したが、フローラルパーク、ニューハイドパーク、ガーデンシティの各村からは、第3線路の建設により、工事や列車本数の増加で近隣の生活の質が低下するとして、激しい反対があった。2008年、第3線路プロジェクトは無期限で中断されたが、ニューヨーク州知事のアンドリュー・クオモが2016年に発表したインフラ整備計画には、地元の懸念を緩和するための措置とともに、このプロジェクトへの新たな資金が盛り込まれた。緩和努力の約束にもかかわらず、知事の計画発表の翌日には、地元の複数の政治家が非難した。2017年12月、LIRRは第3線路の建設契約を締結した。2022年10月に完成し、最終的に2023年2月、グランド・セントラル・マディソンの全面開業に合わせて新しいサービスパターンが導入された。
ポートワシントンでは、ポートワシントン駅での留置線拡張案をめぐって、ノースヘムステッド町とLIRRの間で論争が起きた。留置線を拡張するには、町の駐車場の規模を縮小する必要があったが、地元議員は線路の追加により「町の性格が完全に台無しになる」と述べた。LIRRは、駅に隣接する自社の駐車場の140台分のスペースを取り壊すことで、ノースヘムステッドの同意なしに留置線を拡張することができた。
ニューヨーク市地下鉄のアストリア線（N W 系統の列車）をラガーディア空港まで延伸する案も、地域の反対で中止された。同様に、ロングアイランド・サウンドに橋やトンネルを建設するという提案も、望ましくない交通の流入で地域社会に害を及ぼすとの考えや、環境への懸念、撤去が必要となる住宅の数などを理由に、反対によって阻止されている。

#### テネシー州
2020年初頭、テネシー州のキャンベル郡で、州外の企業が同郡の採石場で制御発破を開始した後、苦情が発生した。高校から2,000フィート以内にある採石場が予定された発破を実施したため、キャンベル郡の学校は早めに授業を終了していた。住民は採石場の閉鎖を求めて集まった。その後、キャンベル郡当局は、公共の建物や電力網構造物から2,000フィート以内での採石場の開発を禁止する決議を可決した。
2009年、ノーフォーク・サザン鉄道は、US$2.5 billionのクレセント回廊プロジェクトの一環として、州およびジェファーソン郡当局とのUS$133 millionの官民パートナーシップで、テネシー州ジェファーソン郡に1,300エーカー (5.3 km2)のインターモーダル貨物輸送のトラック・鉄道施設を建設する計画を発表した。この施設が完成すれば、現地に77人の雇用、ジェファーソン郡および周辺の郡に1,700人の関連産業の雇用が生まれ、年間US$60 millionの収入が見込まれていた。このプロジェクトは、大規模な土地の喪失がジェファーソン郡の農業に悪影響を及ぼすとして、影響を受ける土地所有者や農家の組織化されたグループから大きな反発を受けた。このプロジェクトの状況は、ノーフォーク社が短期的な将来に施設を建設する計画はないが、同社の広報ディレクターのプレスリリースによると、現地の不動産を「長期的な投資」とする計画であるため、2015年以降停滞したままである。

#### バージニア州
1994年、住民や歴史家からの反対が、ヘイマーケットの郊外でのディズニーズ・アメリカテーマパークの中止に貢献した。

#### ワシントン州
1988年、シアトルのブロードムーアゴルフコースとゲーテッド・コミュニティの住民は、ワシントン公園アーボリータムとマディソン・パークの間に自転車道を建設することに成功裏に反対した。

### その他の国
- コートジボワールで2019新型コロナウイルス検査施設の建設現場を反対派住民が襲撃、破壊した[196]。

## ニンビズムの政治的意味合い
この問題について、ニューヨーク・タイムズのオピニオン・ライターであるファーハド・マンジューは次のように述べている。「共和党がI.C.E.や国境の壁でやりたいことを、裕福な進歩的民主党員はゾーニングとニンビズムをやっている。『地域の特性』を守り、『地域の管理』を維持し、住宅を希少で手の届かないものにしておくこと。両者の目標は本当に同じなのである。つまり、人々を排除することだ」。
2020年の論文で、自称リベラルと保守主義者の両方の間で、住宅所有者の自己利益とNIMBY賛成の態度の関係を探ったウィリアム・マーブルとクレイトン・ナルは次のように指摘している。「住宅所有者は、異なる住宅政策に対応しているのか、説得力のある政治的メッセージに対応しているのか、地域開発のための仮説的な提案を評価しているのかにかかわらず、自分たちの自己利益を脅かす地域開発政策に反対し続ける」。
歴史家のナンシー・シューメーカーは、「うちの裏庭では駄目な植民地主義」を12種類の植民地主義の一つに挙げ、これは受刑者の処分のため、または危険な実験を行うために地域が植民地化されるものだとしている。彼女は、オーストラリアと、アメリカの核実験場となったマーシャル諸島を例に挙げている。

## 克服
インフラ整備や開発に対するNIMBYの反対を克服する様々な手段が用いられてきた。説得、決定を任命制の委員会に委ねること、意思決定の共同体を拡大すること（市町村のゾーニング規則を郡や州の規制で覆すなど）などである。もう一つの提案は、新しい住宅開発の近隣住民に支払いを行い、コストだけでなく利益も経験してもらうことで、政治的支持を表明するインセンティブを与えるというものである。
日本では忌避されるがゆえに、その設置を受け入れた場合は、税制面をはじめ道路や公園や運動施設など様々な公共施設整備などの様々な振興策という形で優遇されることがある。また、振興策に魅力を感じて積極的に誘致する自治体もしばしば見られる。
特に政府が新しい土地を収用したり、公有水面を埋め立てる必要がある場合は、抵抗をする地権者の土地収用や公有水面埋め立てに当該地方自治体首長の同意が必要となるケースもある。そのため、NIMBY施設が受け入れの是非が当該地方自治体で争点となると、地方選挙で賛成派と反対派を二分して選挙戦が行われる。特に土地収用の権限などで注目される当該地方自治体の首長選挙は、地方議会議員選挙よりも注目される。NIMBYの中身によっては当該自治体の地方選挙が全国的に注目される選挙になることもある。法的拘束力はなく、意見に留まる、住民投票条例による住民投票が実施される例もある。
土地収用などの権限に関与する当該地方自治体の首長が反対派で占められるようになった場合、中央政府はNIMBYの候補地を他の地域にするか、地方自治体の首長の同意を必要としない特別措置法を制定させてでも当該地域での土地収用を断行するか、計画自体を断念してNIMBYによる利益がないことを受け入れるかのいずれかの選択を強いられることになる。